# جاناتان کوی
جاناتان کوی (انگلیسی: Jonathan Coy؛ زادهٔ ۲۴ آوریل ۱۹۵۳) بازیگر تئاتر، سینما و تلویزیون اهل انگلستان است.
از فیلم‌ها یا مجموعه‌های تلویزیونی که وی در آن‌ها نقش داشته‌است می‌توان به ارتش سری (۱۹۷۷)، توطئه (۲۰۰۱)، روم (۲۰۰۵) و دانتون ابی (۲۰۱۴–۲۰۱۰) اشاره نمود.